# Oliver Naesen
Oliver Naesen (* 16. September 1990 in Ostende) ist ein belgischer Radrennfahrer. Er gilt als Spezialist für klassische Eintagesrennen.

## Karriere
Oliver Naesen fing erst 2005 mit 16 Jahren mit dem Radsport an. Im Erwachsenenbereich fuhr er zunächst für kleinere Teams und studierte an der Universität Gent Sportwissenschaft. Nachdem er mehrere Prüfungen nicht bestanden hatte, gab er das Studium auf und arbeitete in den Jahren 2012 bis 2014 Vollzeit als Lieferwagenfahrer. Naesen trainierte nach der Arbeit und erzielte vor allem bei Kirmesrennen vordere Platzierungen, darunter im Jahr 2013 insgesamt 45 Rennsiege. Hierauf fuhr er 2014 beim Continental Team Cibel und wurde u. a. Vierter der Ronde van Limburg. Daraufhin fuhr er zum Saisonende als Stagiaire für das UCI WorldTeam Lotto-Belisol, das allerdings keinen Bedarf für einen weiteren Fahrer im Jahr 2015 hatte, schloss er einen regulären Vertrag mit dem Professional Continental Team Topsport Vlaanderen-Baloise ab und beendete seine Tätigkeit als Lieferwagenfahrer.
Im Juni des Jahres 2015 gewann Naesen die Nachwuchswertung der Luxemburg-Rundfahrt. Seinen ersten internationalen Elitesieg feierte er beim Polynormande in Frankreich. Zum Jahresende hin gewann er noch den Gooikse Pijl in Belgien. Daraufhin wurde bekannt, dass sich Naesen für 2016 dem Schweizer Team IAM Cycling anschließt.
Mit dem IAM Cycling Team fuhr Oliver Naesen ab dem Jahr 2016 für eine UCI WorldTeam und konnte somit bei den größten und wichtigsten Rennen starten. In seiner ersten Saison bestritt er die wichtigsten belgischen Eintagesrennen und belegte bei der Flandern-Rundfahrt den 22. Rang, ehe er das Ziel von Paris–Roubaix als 13. erreichte. Als erste Grand Tour bestritt Naesen die Tour de France 2016, die er als 83. beendete. Auf der vierten Etappe wurde er als aktivster Fahrer der Etappe mit der Roten Rückennummer ausgezeichnet. Sein erster UCI-WorldTour-Sieg gelang ihm wenig später bei der Bretagne Classic Ouest-France 2016, wo er sich im Sprint einer zweier Ausreißergruppe gegen Alberto Bettiol durchsetzte. Anschließend wurde er noch Zweiter in der Gesamtwertung der Eneco Tour 2016 und musste sich bei der Tour de l’Eurométropole nur Dylan Groenewegen geschlagen geben, wobei er angab von diesem behindert worden zu sein. Sein letztes Rennen des Jahres 2016 bestritt er für die belgische Nationalmannschaft bei den Straßenradsport-Weltmeisterschaften in Doha, wo er den 23. Rang belegte.

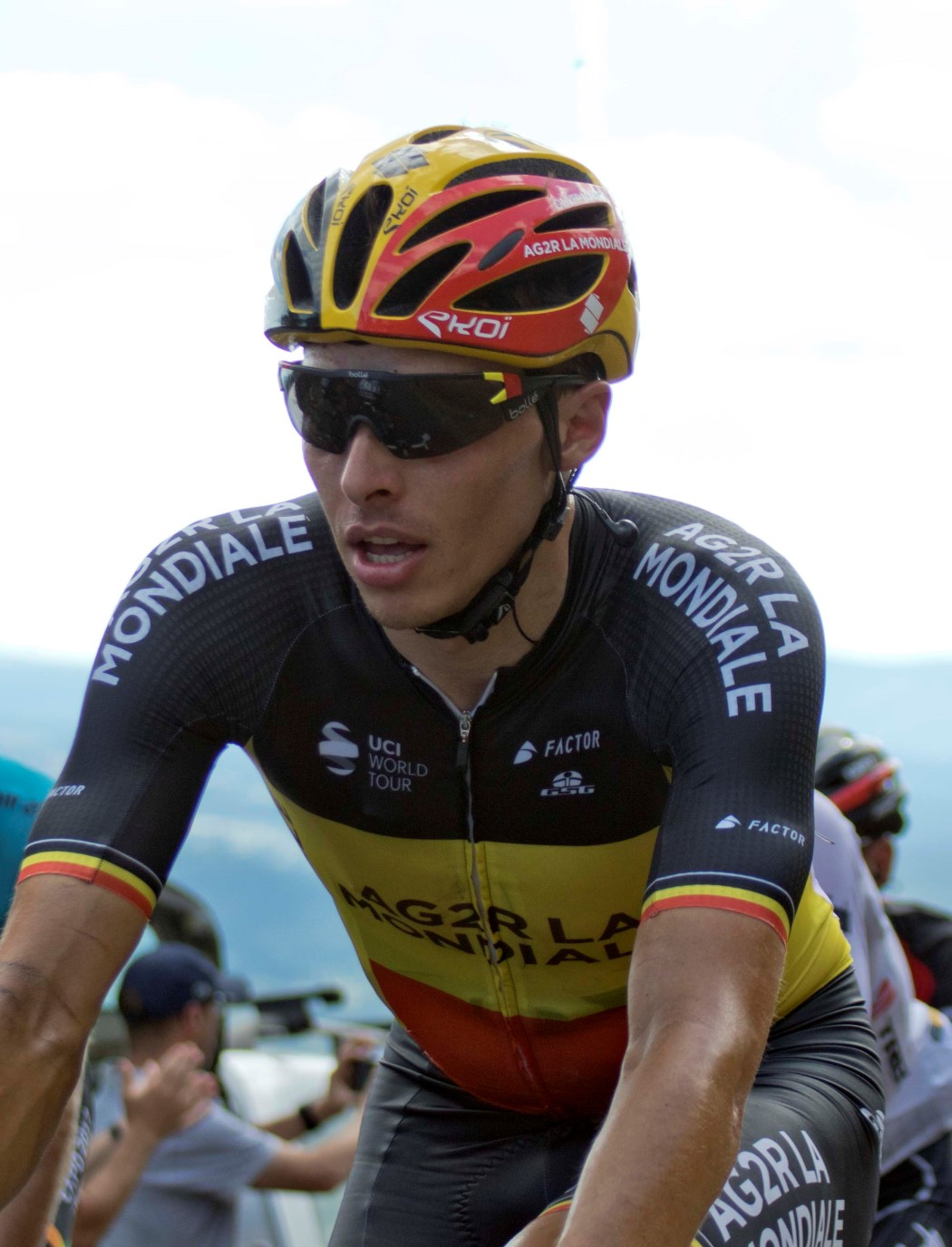
Oliver Naesen im Trikot des belgischen Meisters bei der Tour de France 2017

2017 wechselte Naesen nach der Auflösung des IAM-Teams zur französischen Mannschaft AG2R La Mondiale, wo er die Fähigkeiten des Teams bei den Klassikern verbessern sollte. Im Frühjahr wurde er Dritter beim E3 Harelbeke, Sechster bei Dwars door Vlaanderen, Siebter beim Omloop Het Nieuwsblad und Achter bei Kuurne–Brüssel–Kuurne. Bei der anschließenden Flandern-Rundfahrt setzte er sich gemeinsam mit dem Weltmeister Peter Sagan und Greg Van Avermaet von den übrigen Favoriten im letzten Anstieg des Oude Kwaremont ab, um die Verfolgung des führenden Philippe Gilbert aufzunehmen. Im oberen Teil des Anstiegs kamen jedoch alle drei Fahrer zu Sturz, da sich Peter Sagan in einer Jacke eines Zusehers verfing. Oliver Naesen beendete das Rennen schlussendlich auf dem 23. Platz. Nach dem Gewinn der belgischen Straßenmeisterschaft unterstützte Naesen seinen Kapitän Romain Bardet vor allem auf den Flachetappen der Tour de France 2017.
Im Jahr 2018 wurde Oliver Naesen Vierter des E3 Harelbeke und Sechster bei Gent–Wevelgem. Bei der Flandern-Rundfahrt und Paris–Roubaix belegte er die Plätze elf und zwölf, ehe er bei Eschborn–Frankfurt als Dritter auf dem Podium stand. Nachdem er die Tour de France 2018 erneut als Helfer absolviert hatte, holte er seinen zweiter Sieg beim Bretagne Classic Ouest-France, als er sich im strömenden Regen gegen den Dänen Michael Valgren durchsetzte.
Im Frühjahr des Jahres 2019 belegte er bei Mailand–Sanremo hinter dem Franzosen Julian Alaphilippe den zweiten Rang und stand somit erstmals auf dem Podest eines Monuments des Radsports. Nach Platz drei bei Gent–Wevelgem wurde er Siebter der Flandern-Rundfahrt 2019 und beendete Paris–Roubaix auf dem 13. Rang. Nach der Tour de France 2019 gewann er die letzte Etappe der BinckBank Tour, die mehrmals über die Mauer von Geraardsbergen und den Bosberg führte. Am Ende des Jahres stand er mit Binche–Chimay–Binche und Paris–Tours bei zwei Eintagesrennen auf dem Podium.
In der durch die COVID-19-Pandemie beeinflussten Saison des Jahres 2020 fuhr er als Siebter erneut in die Top 10 der Flandern-Rundfahrt. In den nachfolgenden Jahren konnte er jedoch nicht mehr an seine früheren Leistungen anschließen, war jedoch bis ins Jahr 2023 ein fixer Bestandteil des Tour-de-France-Teams.

## Erfolge
2015
- Nachwuchswertung Luxemburg-Rundfahrt
- Polynormande
- Gooikse Pijl

2016
- Bretagne Classic Ouest-France

2017
- Belgischer Meister – Straßenrennen

2018
- Bretagne Classic Ouest-France

2019
- eine Etappe BinckBank Tour

## Wichtige Platzierungen
Grand Tours
| Grand Tour            | 2015 | 2016 | 2017 | 2018 | 2019 | 2020 | 2021 | 2022 | 2023 | 2024 | 2025 |
| --------------------- | ---- | ---- | ---- | ---- | ---- | ---- | ---- | ---- | ---- | ---- | ---- |
| Giro d’ItaliaGiro     | –    | –    | –    | –    | –    | –    | –    | –    | –    | –    | –    |
| Tour de FranceTour    | –    | 83   | 63   | 66   | 69   | 61   | 70   | DNF  | 76   | 83   | 73   |
| Vuelta a EspañaVuelta | –    | –    | –    | –    | –    | –    | –    | –    | –    | –    |      |

Monumente des Radsports
| Monument                 | 2015 | 2016 | 2017 | 2018 | 2019 | 2020 | 2021 | 2022 | 2023 | 2024 | 2025 |
| ------------------------ | ---- | ---- | ---- | ---- | ---- | ---- | ---- | ---- | ---- | ---- | ---- |
| Mailand–Sanremo          | –    | –    | –    | –    | 2    | 14   | 21   | –    | 74   | 106  | 78   |
| Flandern-Rundfahrt       | 35   | 22   | 23   | 11   | 7    | 7    | 33   | 41   | 40   | 7    | 21   |
| Paris–Roubaix            | 55   | 13   | 31   | 12   | 13   | –    | 52   | 54   | 66   | 24   | 94   |
| Lüttich–Bastogne–Lüttich | –    | –    | –    | –    | –    | –    | –    | –    | –    | –    |      |
| Lombardei-Rundfahrt      | –    | –    | –    | –    | –    | –    | –    | –    | –    | –    |      |